# Obeidi (Rebsorte)
Obeidi (auch Obedi, Oubeidi, Obaideh und Obaidy) ist eine autochthone, libanesische Rebsorte, die meist trocken ausgebaut oder zu Weinbrand oder Arrak  weiterverarbeitet wird. Sie gilt neben der ebenfalls weißen Sorte Merwah selbst im Libanon selten anzutreffende Pflanze als die letzte der alten, wurzelechten, einheimischen Weißweinreben. Die Reblaus, die Ende des 19. Jahrhunderts viele Weinbauregionen Europas für lange Zeit ruinierte, war nie bis hierher vorgedrungen.

## Ampelographie
Nach jüngsten Studien ist diese Rebsorte weder mit Chardonnay noch mit Chasselas verwandt, wie lange Zeit angenommen wurde. Die kleinbeerigen, wenig kompakten Trauben sind oxydationsempfindlich, extraktreich und besitzen trotz wenig Säureanteil in dem ausgebauten Wein ein hohes Alterungspotential von etwa zehn Jahren.

## Charakter
Der libanesische Weinbauverband Union Vinicole du Liban unterstützt das Bemühen der heimischen Winzer, diese Rebsorte weiter auszubauen und bekannter zu machen. Hugh Johnson vergleicht die Traube vom Geschmack und Potential her mit dem Chardonnay. Die Weine haben oft eine cremige Struktur und Geschmacksnoten von Honig und Zitrone. Ausbau im Holz geben ihm eine zusätzliche Struktur, die die Alterung befördern. Meist werden die Weine des Obeidi mit Chardonnay, Semillon oder Merwah verschnitten, selten kommen reinsortige Qualitäten in den Handel.